# Сиемреап (аэропорт)
Международный аэропорт Сиемреап (кхмер. អាកាសយានដ្ឋានអន្តរជាតិ សៀមរាបអង្គរ ), (ИАТА: REP, ИКАО: VDSR) — бывший международный аэропорт, расположенный в городе Сиемреап. 16 октября 2023 года в 00:00 аэропорт был закрыт, а все рейсы перенаправлены в новый аэропорт — «Сиемреап-Ангкор» с кодом ИАТА SAI.

## Общие сведения
Международный аэропорт Сиемреап находится в 8 километрах от города Сиемреап. Он обслуживал в основном туристов, прилетающих посетить Ангкор — главную достопримечательность Камбоджи. Официальное открытие нового терминала аэропорта состоялось 28 июня 2006 года.

## Технические данные
- ВПП 05/23 длиной 2550 м и шириной 45 м с асфальтобетонным покрытием
- Перпендикулярная рулёжная дорожка длиной 240 м, шириной 20 м (строится еще одна полоса длиной 600 м и шириной 23 м)
- Навигационные и светосигнальные системы
  - VOR/DME
  - NDB
  - PAPI

## Статистика
Пассажиропоток и взлеты-посадки по состоянию на 2014 год:
| Год  | Пассажиров | Взлеты-посадки |
| ---- | ---------- | -------------- |
| 2001 | 449,690    | 12,407         |
| 2002 | 572,664    | 13,605         |
| 2003 | 551,344    | 11,965         |
| 2004 | 799,743    | 15,476         |
| 2005 | 1,038,118  | 16,923         |
| 2006 | 1,360,390  | 18,857         |
| 2007 | 1,732,428  | 22,012         |
| 2008 | 1,531,820  | 19,982         |
| 2009 | 1,255,166  | 18,247         |
| 2010 | 1,581,309  | 20,447         |
| 2011 | 1,826,118  | 23,415         |
| 2012 | 2,223,029  | 26,248         |
| 2013 | 2,663,337  | 31,590         |
| 2014 | 3,018,669  | 35,696         |